# Jean Nies
Johannes Theodorus (Jean) Nies (Deurne, 23 juli 1924 – Eersel, 21 maart 2018) was een Nederlands schilder.
Nies was een van de oprichters van het kunstcentrum 'De Vrije Expressieven', samen met onder anderen Jan van Gemert, Johan Lennarts en Jan Kuhr. Werk van hem is in bezit van Museum Kempenland in Eindhoven.
Jean Nies overleed in 2018 op ruim 93-jarige leeftijd.